# Edonowie

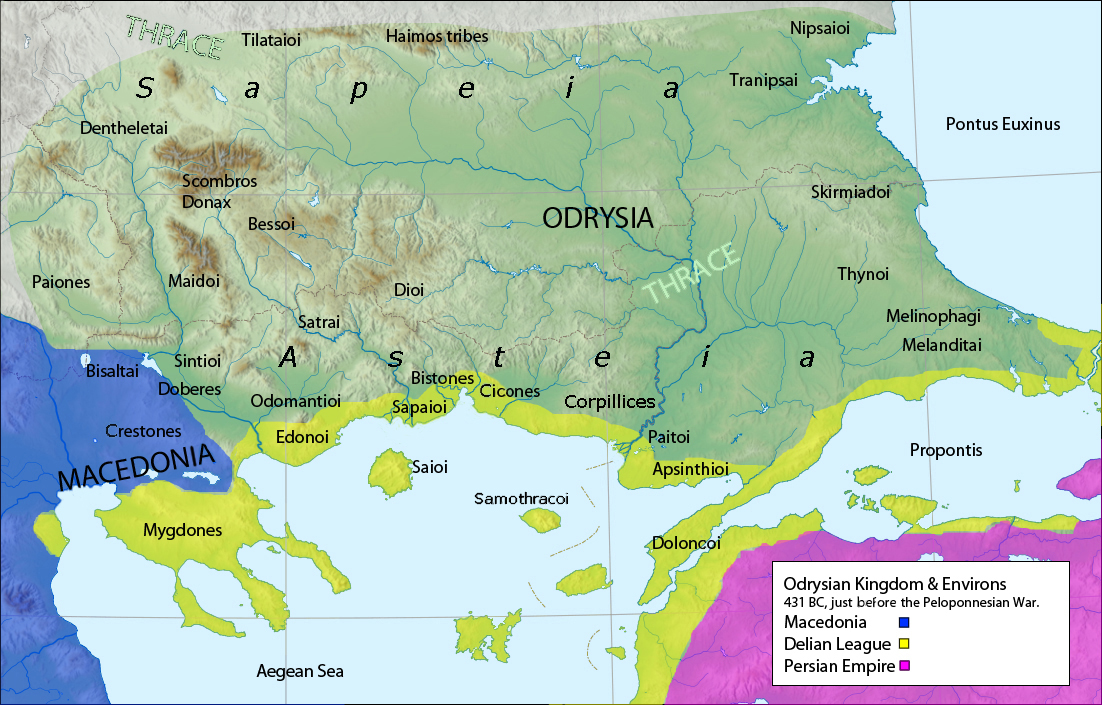
Edonoi po wyparciu przez Macedończyków

Edonowie (gr. Edönój) - lud tracki, który pierwotnie zamieszkiwał Mygdonię między Strymonem a Aksiosem. Wygnany z Mygdonii przez Macedończyków, osiadł na wschód od Strymonu, wzdłuż gór Pangeos. 
Edonowie szczególnym kultem darzyli trackiego Bakchosa (Dionizosa) i swojego mitycznego przodka Edonosa, poświadczonego przez Stefana z Bizancjum w haśle Ἠδωνιοί.